# The Grail (film, 1923)

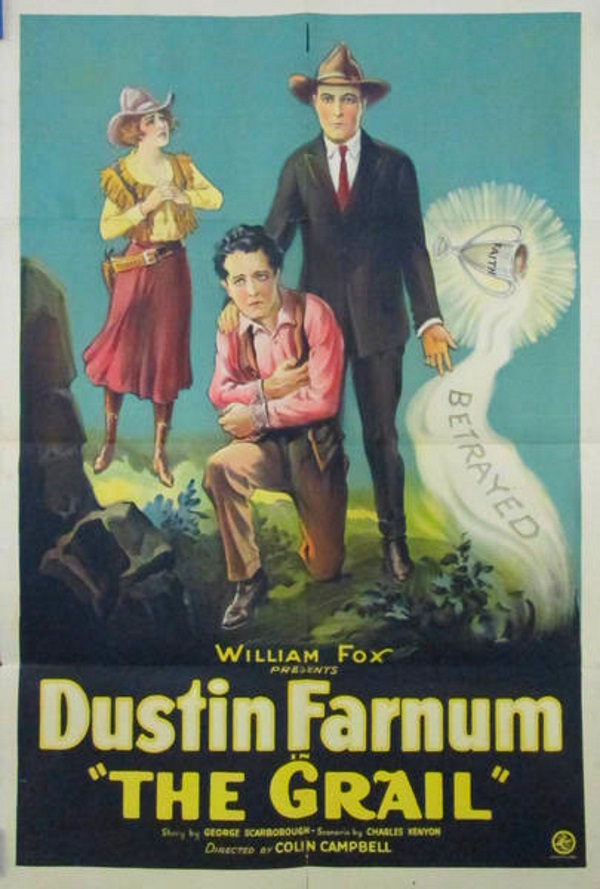
Affiche américaine du film

The Grail est un film muet américain réalisé par Colin Campbell et sorti en 1923.

## Fiche technique
- Réalisation : Colin Campbell
- Scénario : Charles Kenyon, d'après une pièce de George Scaborough
- Chef-opérateur : Joseph Brotherton
- Production : William Fox
- Durée : 50 minutes
- Date de sortie :
  - États-Unis : 14 octobre 1923

## Distribution
- Dustin Farnum : Chic Shelby
- Peggy Shaw : Dora Bledsoe
- Carl Stockdale : Révérend Bledsoe
- Frances Raymond : Mrs Bledsoe
- James Gordon : James Trammel
- Jack Rollens : John Trammel
- Frances Hatton : Mrs Trammel
- Alma Bennett : Susie Trammel
- Leon Bary : Sam Hervey
- Virginia Warwick
- Ethel Wales
- Richard Headrick